# بیل بارون
بیل بارون (انگلیسی: Bill Barron; ۲۶ اکتبر ۱۹۱۷ – ۲ ژانویهٔ ۲۰۰۶) بازیکن فوتبال اهل بریتانیا بود.
از باشگاه‌هایی که در آن بازی کرده‌است می‌توان به باشگاه فوتبال ولورهمپتون واندررز، باشگاه فوتبال چارلتون اتلتیک، و باشگاه فوتبال نورث‌همپتون تاون اشاره کرد.